# Assemblea federale (Federazione Russa)
L'Assemblea federale (in russo Федеральное Собрание?, Federal'noe Sobranie) è la sede del potere legislativo della Federazione Russa, secondo la costituzione del 1993.
Costituzionalmente si compone di due camere: la Duma di Stato, che è la camera bassa, e il Consiglio federale, che è la camera alta. Entrambe le camere si trovano a Mosca.
La prima Duma post-sovietica del 1993 è la Quinta Duma, dopo le prime quattro del periodo del 1906-17.